# 마담 무슈
마담 무슈(Madame Monsieur)는 2013년 결성된 프랑스의 음악 듀오이다. 유로비전 송 콘테스트 2018 프랑스 대표 참가자로, 참가곡은 "Mercy"이다.

## 음반 목록
- Tandem (2016)